# Dom św. Anny w Katowicach (siostry służebniczki)
Dom św. Anny zgromadzenia sióstr służebniczek w Katowicach – klasztor będący jednym z domów zakonnych katowickiej prowincji sióstr służebniczek śląskich przy ul. Panewnickiej 84 w Katowicach.

## Historia
Siostry służebniczki przybyły do Panewnik w 1909. Najpierw mieszkały w domu przy ul. Klasztornej 7. Zajmowały się chorymi, m.in. prowadziły przychodnię dla chorych na płuca. W 1912 otwarły ochronkę (obecna ul. Hetmańska 1), w 1920 szkółkę robótek ręcznych. Nieruchomość przy ul. Panewnickiej 84 zakupiono w 1921. Gdy 27 czerwca 1923 powstała nowa prowincja katowicka, klasztor stał się siedzibą domu prowincjalnego i nowicjatu. W 1925 zgromadzenie dokupiło budynek willowy znajdujący się w pobliżu posesji, nazywając go willą. Obecnie jest on w prywatnych rękach. W 1950 Dom św. Anny przestał pełnić funkcję domu prowincjalnego. Zarząd przeniósł się do nowego klasztoru po drugiej stronie ul. Panewnickiej. Obecnie w Domu św. Anny mieszkają starsze wiekiem siostry.